# Thomomys townsendii
Thomomys townsendii е вид бозайник от семейство Гоферови (Geomyidae).

## Разпространение
Видът е разпространен в САЩ (Айдахо, Калифорния, Невада и Орегон).